# Communauté de communes de Beaufort-en-Anjou
Die Communauté de communes de Beaufort-en-Anjou ist ein ehemaliger französischer Gemeindeverband mit der Rechtsform einer Communauté de communes im Département Maine-et-Loire in der Region Pays de la Loire. Sie wurde am 30. Dezember 1998 gegründet und umfasste vier Gemeinden. Der Verwaltungssitz befand sich im Ort Beaufort-en-Anjou.

## Historische Entwicklung
Mit Wirkung vom 1. Januar 2017 wurde der Gemeindeverband um die Gemeinden Baugé-en-Anjou, Noyant-Villages und La Pellerine erweitert und seine Bezeichnung auf Communauté de communes Baugeois Vallée geändert. 

## Ehemalige Mitgliedsgemeinden
1. Beaufort-en-Anjou (Commune nouvelle)
2. Les Bois d’Anjou (Commune nouvelle)
3. Mazé-Milon (Commune nouvelle)
4. La Ménitré